# Sepp Hürten
Sepp Hürten (* 1. Mai 1928 in Köln; † 24. April 2018) war ein deutscher Bildhauer.

## Leben
Nach Kriegsdienst und Gefangenschaft von 1945/1946 bis 1951 belegte Hürten ein Studium der Bildhauerei bei Wolfgang Wallner und Ludwig Gies an den Kölner Werkschulen; außerdem erhielt er eine Ausbildung in Schnitzerei bei Robert Peter Karge in Köln. Ab 1951 wurde er freischaffender Künstler und war von da an hauptsächlich auf dem Gebiet der kirchlichen Kunst tätig, bevorzugt in Kirchen der Bistümer Köln, Trier und Paderborn.
1956 hatte er eine Teilnahme an der Ausstellung „Die neue Kirche, Bau und Ausstattung“ anlässlich des Katholikentages in Köln. 1960 war er zu Gast auf der Ausstellung „Neue Kirchen im Erzbistum Köln 1950/1960“ in Bologna und 1962 bis 1963 auf den Ausstellungen „Gegenwärtige christliche Kunst in der Erzdiözese Köln 1945–1962“ in der Galerie Creuze/Paris und in Tongeren. 1964 war Hürten Gast auf der Ausstellung „Ars sacra. Kirchliche Kunst im Erzbistum Köln 1945 bis 1964“ und 1975 in „Ars sacra ’75. Kirchliche Kunst der Gegenwart“, beide in Köln. Hürten lebte in Köln-Hochkirchen.
Er starb in der Nacht zum 24. April 2018.

## Werke

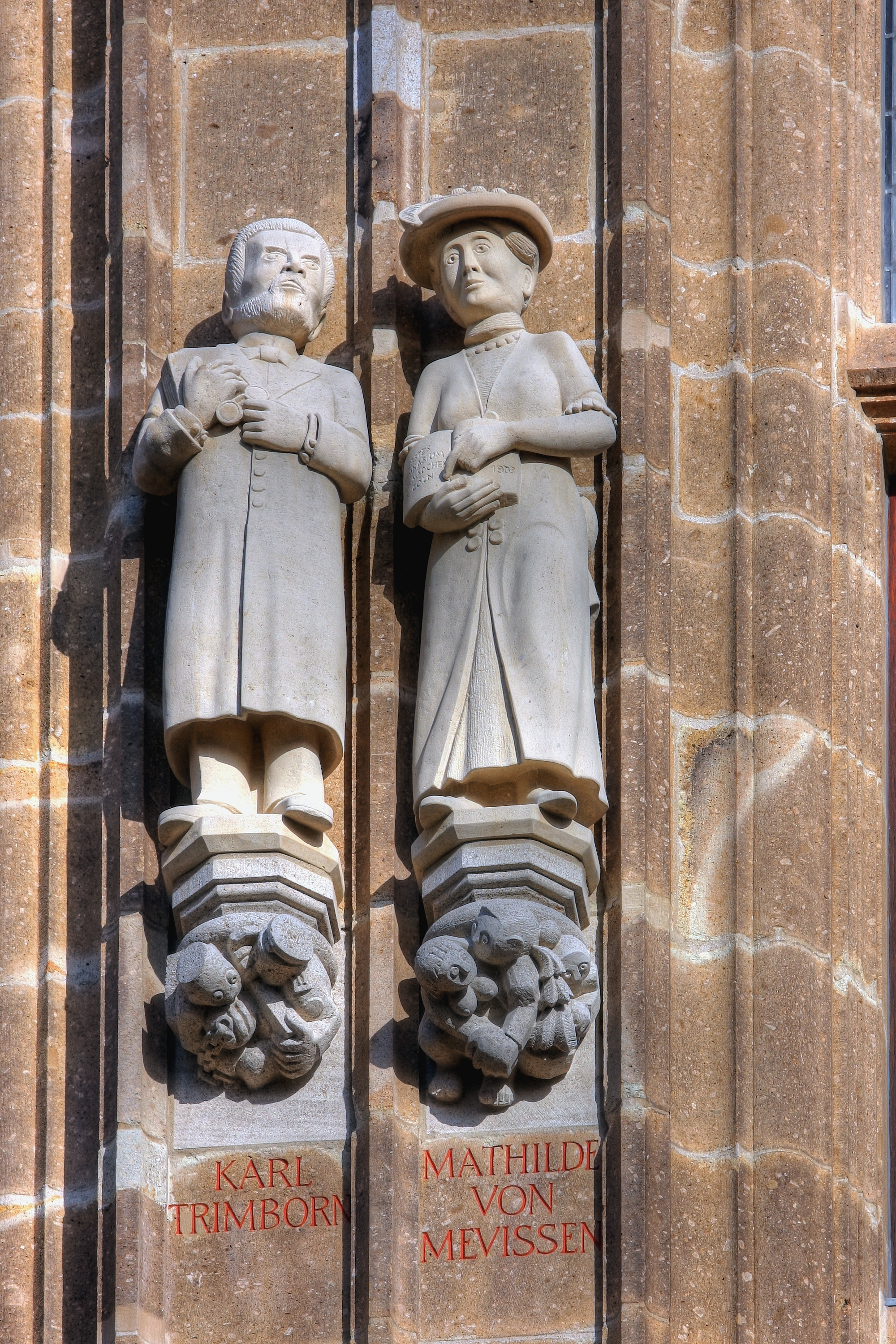
Die Statuen von Karl Trimborn und Mathilde von Mevissen am Kölner Rathaus (2009)

- Köln, Gürzenich, Beteiligung an der Neuausstattung, 1954.
- Horrem, St. Clemens, Altar, Entwurf, 1959.
- Köln, St. Pantaleon, Grabstätte des Hl. Bruno, Fußbodengitter, Schiefer, Entwurf, 1961; Sarkophag der Kaiserin Theophanu, Marmor, Entwurf, 1965.
- Köln-Höhenhaus, Zur heiligen Familie, Turmbekrönung, Kupfer, Entwurf, 1963.
- Köln, St. Georg, Altarinsel mit Altar, Leuchter, Ambo, Ewig Licht, Tabernakelgitter, Osterleuchter, Portal mit Griffen, Entwurf, 1963 bis 1971.
- Köln, St. Aposteln, Kreuzwegstationen, Kreuz als Kuppelbekrönung, Hochaltar mit Baldachin, Entwurf, 1970 bis 1975.
- Köln, St. Laurentius, Teile der Innenausstattung
- Köln-Brück, St. Hubertus, Pieta aus Bronze
- Köln, Severinskirchplatz, Severins-Brunnen mit Figur Stollwerckmädchen um 1900, 1990 aufgestellt
- Köln, Ratsturm, zwei Figuren, 1991 bis 1992; durch Kopien ersetzt, 2008.
- Bonn-Buschdorf, Innenausstattung und Bronzeportal der St.-Aegidius-Kirche, 1980er Jahre
- Bonn-Castell, St. Joseph, Bronzefiguren auf dem Josephsbrunnen
- Grevenbroich-Allrath, St. Matthäus, Altar, Ambo, Tabernakel, Taufbecken, vermutlich auch Sedilien, 1960er Jahre[2]
- Königswinter, Stadtteil Niederdollendorf, katholische Pfarrkirche St. Michael, Brunnen und Säule mit Statue, 1989[3]
- Troisdorf-Müllekoven, St. Adelheid, Tabernakel, Ambo, Sedilien
- Wipperfürth, St. Nikolaus, Altar, Ambo, Tabernakel
- Wipperfürth, Klosterstraße, Heiliger Franziskus
- Wipperfürth-Neye, St. Michael, u. a. Altar
- Wipperfürth-Ommerborn, St. Johannes, Tabernakel u. Leuchter
- Breinig, St. Barbara, Sakramentskapelle (mit Hermann Frey), Altar, Kreuz der Kreuzigungsgruppe
- Würselen-Euchen, Altar (1976) in St. Willibrord
- Zülpich-Rövenich, St. Pankratius, Tabernakel